# Goodwill Games 2001/Eiskunstlauf
Bei den Goodwill Games 2001 wurden vom 5. bis 8. September 2001 vier Wettbewerbe im Eiskunstlauf ausgetragen.

## Herren
| Platz | Name                    | Nation              | Punkte | KP  | K    |
| ----- | ----------------------- | ------------------- | ------ | --- | ---- |
| 1     | Jewgeni Pljuschtschenko | Russland            | 01,5   | 0,5 | 01,0 |
| 2     | Michael Weiss           | Vereinigte Staaten  | 03,0   | 1,0 | 02,0 |
| 3     | Alexei Jagudin          | Russland            | 04,5   | 1,5 | 03,0 |
| 4     | Anthony Liu             | Australien          | 06,0   | 2,0 | 04,0 |
| 5     | Elvis Stojko            | Kanada              | 08,5   | 2,5 | 06,0 |
| 6     | Takeshi Honda           | Japan               | 09,0   | 4,0 | 05,0 |
| 7     | Li Chengjiang           | Volksrepublik China | 10,0   | 3,0 | 07,0 |
| 8     | Emanuel Sandhu          | Kanada              | 13,0   | 5,0 | 08,0 |
| 9     | Li Yunfei               | Volksrepublik China | 14,5   | 5,5 | 09,0 |
| 10    | Johnny Weir             | Vereinigte Staaten  | 14,5   | 4,5 | 10,0 |
| 11    | Ilja Klimkin            | Russland            | 14,5   | 3,5 | 11,0 |

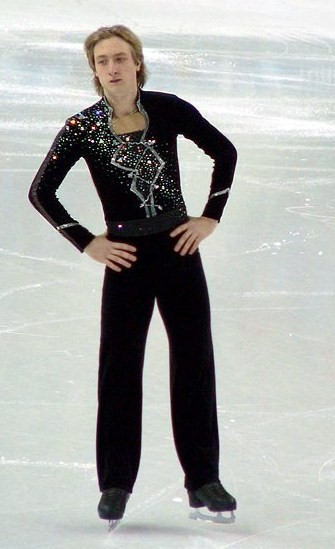
Der Sieger des Wettbewerbs Jewgeni Pljuschtschenko

Datum: Mittwoch, 5. September 2001, 19:30 Uhr (Kurzprogramm = KP) und Freitag, 7. September 2001, 19:00 Uhr (Kür = K)

## Damen
| Platz | Name                  | Nation             | Punkte | KP  | K    |
| ----- | --------------------- | ------------------ | ------ | --- | ---- |
| 1     | Irina Sluzkaja        | Russland           | 01,5   | 0,5 | 01,0 |
| 2     | Michelle Kwan         | Vereinigte Staaten | 03,0   | 1,0 | 02,0 |
| 3     | Fumie Suguri          | Japan              | 04,5   | 1,5 | 03,0 |
| 4     | Sasha Cohen           | Vereinigte Staaten | 06,0   | 2,0 | 04,0 |
| 5     | Olena Ljaschenko      | Ukraine            | 08,5   | 2,5 | 06,0 |
| 6     | Marija Butyrskaja     | Russland           | 09,0   | 4,0 | 05,0 |
| 7     | Wiktorija Woltschkowa | Russland           | 10,5   | 4,5 | 06,0 |
| 8     | Stephanie Zhang       | Australien         | 13,0   | 5,0 | 08,0 |
| 9     | Silvia Fontana        | Italien            | 13,0   | 3,0 | 10,0 |
| 10    | Jelena Sokolowa       | Russland           | 14,5   | 5,5 | 09,0 |
| 11    | Joanne Carter         | Australien         | 17,0   | 6,0 | 11,0 |
| DNF   | Angela Nikodinov      | Vereinigte Staaten | -      | 3,5 | DNF  |

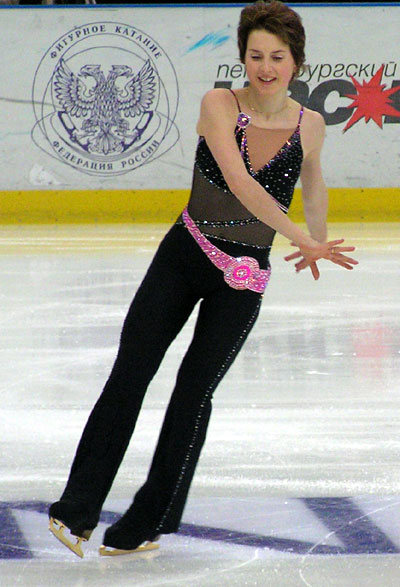
Bei den Damen gewann Irina Sluzkaja den Wettbewerb

Datum: Donnerstag, 6. September 2001, 19:00 Uhr (Kurzprogramm = KP) und Samstag, 8. September 2001, 19:00 Uhr (Kür = K)
- DNF = Did not finish

## Paare
| Platz | Name                                    | Nation              | Punkte | KP  | K   |
| ----- | --------------------------------------- | ------------------- | ------ | --- | --- |
| 1     | Jelena Bereschnaja / Anton Sicharulidse | Russland            | 1,5    | 0,5 | 1,0 |
| 2     | Dorota Zagórska / Mariusz Siudek        | Polen               | 3,5    | 1,5 | 2,0 |
| 3     | Marija Petrowa / Alexei Tichonow        | Russland            | 4,0    | 1,0 | 3,0 |
| 4     | Tong Jian / Pang Qing                   | Volksrepublik China | 6,0    | 2,0 | 4,0 |
| 5     | Aljona Savchenko / Stanislaw Morosow    | Ukraine             | 7,5    | 2,5 | 5,0 |
| 6     | Stephanie Kalesavich / Aaron Parchem    | Vereinigte Staaten  | 9,0    | 3,0 | 6,0 |

Datum: Mittwoch, 5. September 2001, 19:30 Uhr (Kurzprogramm = KP) und Freitag, 7. September 2001, 19:00 Uhr (Kür = K)

## Eistanz
| Platz | Name                               | Nation             | Punkte | OT  | K   |
| ----- | ---------------------------------- | ------------------ | ------ | --- | --- |
| 1     | Irina Lobatschowa / Ilja Awerbuch  | Russland           | 1,0    | 0,5 | 0,5 |
| 2     | Galit Chait / Sergei Sakhnovski    | Israel             | 2,0    | 1,0 | 1,0 |
| 3     | Tatjana Nawka / Roman Kostomarow   | Russland           | 3,5    | 2,0 | 1,5 |
| 4     | Naomi Lang / Peter Tchernyshev     | Vereinigte Staaten | 3,5    | 1,5 | 2,0 |
| 5     | Tanith Belbin / Benjamin Agosto    | Vereinigte Staaten | 5,0    | 2,5 | 2,5 |
| 6     | Portia Duval-Rigby / Francis Rigby | Australien         | 6,0    | 3,0 | 3,0 |

Datum: Donnerstag, 6. September 2001, 19:00 Uhr (Originaltanz = OT) und Samstag, 8. September 2001, 19:00 Uhr (Kür = K)